# Martin Koopman
Martin Koopman (Wezep, 5 juni 1956) is een Nederlands voetballer en voetbaltrainer.

## Biografie

### Loopbaan als speler
Koopman is de zoon van Lau Koopman, die eigenaar was van wegenbouwbedrijf REKO. Hij speelde bij hoofdklasser ROHDA Raalte, maar wist niet door te breken in het eerste van de amateurclub. Na een proefwedstrijd kreeg hij in 1975 een contract bij profclub Go Ahead Eagles. In de loop van dat seizoen wist hij meteen een basisplaats te veroveren. Hij maakte zijn debuut in het Nederlandse betaalde voetbal op 22 augustus 1976 in de competitiewedstrijd Telstar-Go Ahead Eagles (0-1), toen hij in de rust inviel voor Bert Strijdveen.
In 1982 vertrok Koopman naar FC Twente. In Enschede maakte hij in zijn eerste seizoen degradatie naar de Eerste divisie mee en het jaar erop promotie. Koopman werd aanvoerder en zou zeven seizoenen bij FC Twente blijven. In zijn eerste seizoen was hij clubtopscorer, met zeven doelpunten. Hij kwam in 176 competitieduels tot 36 doelpunten, voor een deel omdat hij de eerste strafschopnemer was. Aanvankelijk was hij rechtsback, maar na drie seizoenen Twente verhuisde hij naar de positie van laatste man, waarbij hij een duo vormde met voorstopper Fred Rutten.
Hoewel ernstig geblesseerd, verlengde hij in 1988 zijn contract met twee jaar, met de optie om bij Twente als trainer aan de slag te gaan. Een jaar later tekende hij een contract bij Cambuur, waar hij de mogelijkheid kreeg het spelerschap te combineren met het trainen van het tweede elftal. In 1991 beëindigde hij op 35-jarige leeftijd zijn voetbalcarrière.

### Loopbaan als trainer
Koopman bleef na zijn voetbalcarrière actief in de voetbalwereld als trainer. Hij begon als assistent-trainer van Theo de Jong bij SC Cambuur. In 1994 vroeg Ab Fafié hem als assistent voor Go Ahead Eagles, dat uitkwam in de eredivisie, later werkte hij hier onder Henk ten Cate. In 1996 maakte hij de overstap naar N.E.C., waar hij assistent was van Wim Koevermans en, na diens ontslag, Leen Looyen. Het seizoen erna werd hij assistent van Wim Rijsbergen bij FC Groningen en, na diens ontslag, Jan van Dijk.
In september 1998 werd hij hoofdtrainer van FC Den Bosch, dat op dat moment onderaan in de Eerste divisie stond. Hij wist met de ploeg te promoveren naar de Eredivisie, maar werd toen hij aangaf zijn contract niet te verlengen, in de loop van het seizoen met een afkoopsom de laan uit gestuurd. Hierna was hij twee seizoenen coach van BV Veendam.
In 2002 zocht Koopman het avontuur over de grens en trad hij in dienst van AS Vita Club in Congo. Hierna werd hij assistent-bondscoach van Saoedi-Arabië onder Gerard van der Lem en trainer van Shenyang Ginde FC in China.
In februari 2007 keerde Koopman terug op de Nederlandse velden, toen hij op verzoek van hoofdtrainer Raymond Atteveld, assistent-trainer werd van Roda JC. Door de tegenvallende resultaten over het kalenderjaar 2008 werd Atteveld op non-actief gesteld. Hoewel hij zich eerst solidair wilde stellen met Atteveld, gaf hij later aan toch hoofdtrainer te willen worden na aandringen van het team. Toen het bestuur koos voor Harm van Veldhoven, schikte Koopman zich enige tijd als assistent en verliet de club aan het eind van het seizoen.
In februari 2010 vertrok Koopman met Aad de Mos naar AO Kavala. Al na twee maanden besloot het tweetal hun contract in te leveren. Aansluitend werkten De Mos en Koopman samen bij Sparta Rotterdam, waar Frans Adelaar was ontslagen. Nadat de ploeg voor het eerst in haar bestaan degradeerde, moesten De Mos en Koopman vertrekken.
In februari 2012 keerde Koopman terug naar Saoedi-Arabië, waar hij trainer werd van Al-Nassr uit Riyad, dat was gedegradeerd naar de tweede divisie. Aan het eind van dat seizoen promoveerde Koopman met de ploeg, maar kon niet tot een overeenkomst komen met de club. In het jaar daarna werkte hij voor Red Bull Ghana als hoofd scouting.
Op 23 mei 2014 tekende hij een contact bij RKC Waalwijk, dat dat seizoen was gedegradeerd naar de Eerste divisie. Bij RKC Waalwijk kreeg hij de supervisie over het eerste elftal in het seizoen 2014/15, waar Rob Maas en Roy Hendriksen de veldtrainingen verzorgden. Het uiteindelijke doel was Maas op te leiden tot hoofdtrainer. Op 11 februari nam Koopman het besluit om zijn contract in te leveren en vond dat hij nu niet de juiste man was op de juiste plaats. In het jaar 2015 vertrok hij naar de club Saint-George SA uit Addis Abeba in Ethiopië en daar won hij de Supercup. In het jaar 2016 stond hij onder contract van Al-Orouba SC uit Oman, spelend voor de AFC Cup. In het lopende jaar 2017 vertrok hij naar Aruba om een contract te tekenen van 2 jaar als bondscoach en technisch directeur. In januari 2020 werd Koopman aangesteld als bondscoach van de Maldiven. Hij tekende een contract voor een jaar met een optie op nog een jaar.
Tijdens de coronalockdown verblijft hij daar ook samen met René Hiddink en kunnen geen kant op. In september 2021 werden ze ontslagen omdat ze te succesvol waren.

## Clubstatistieken
| Seizoen | Club               | Competitie     | Duels | Goals |
| ------- | ------------------ | -------------- | ----- | ----- |
| 1976/77 | Go Ahead Eagles    | Eredivisie     | 26    | 0     |
| 1977/78 | Go Ahead Eagles    | Eredivisie     | 22    | 0     |
| 1978/79 | Go Ahead Eagles    | Eredivisie     | 31    | 2     |
| 1979/80 | Go Ahead Eagles    | Eredivisie     | 34    | 4     |
| 1980/81 | Go Ahead Eagles    | Eredivisie     | 26    | 2     |
| 1981/82 | Go Ahead Eagles    | Eredivisie     | 31    | 3     |
| 1982/83 | FC Twente          | Eredivisie     | 31    | 7     |
| 1983/84 | FC Twente          | Eerste divisie | 32    | 9     |
| 1984/85 | FC Twente          | Eredivisie     | 26    | 7     |
| 1985/86 | FC Twente          | Eredivisie     | 31    | 9     |
| 1986/87 | FC Twente          | Eredivisie     | 32    | 5     |
| 1987/88 | FC Twente          | Eredivisie     | 9     | 0     |
| 1988/89 | FC Twente          | Eredivisie     | 16    | 1     |
| 1989/90 | Cambuur Leeuwarden | Eerste divisie | 32    | 5     |
| 1990/91 | Cambuur Leeuwarden | Eerste divisie | 30    | 5     |
| Totaal  | Totaal             | Totaal         | 409   | 59    |